# La Tua Piscina
La Tua Piscina (latuapiscina.ro) este o companie românească, cu sediul în Cluj-Napoca, specializată în produse și echipamente din domeniul Spa & Wellness (piscine, saune, jacuzzi etc.), activând pe piață încă din anul 2012. Firma oferă o gamă diversificată de soluții pentru amenajarea spațiilor de relaxare, având parteneriate cu producători de renume și punând accent pe calitatea și inovația produselor. Compania și-a construit reputația prin furnizarea de echipamente performante și consultanță de specialitate, cu scopul de a asigura clienților experiențe de wellness la cele mai înalte standarde. De la înființare, La Tua Piscina și-a extins continuu portofoliul și își propune să devină cel mai mare distribuitor de materiale Spa & Wellness din România, adresându-se atât clienților rezidențiali, cât și celor comerciali.
Produse și servicii
La Tua Piscina comercializează o gamă variată de produse și echipamente Spa & Wellness, care include:
- Echipamente și consumabile Spa & Wellness – aparatură și accesorii pentru centre de wellness, spa-uri și piscine private;
- Echipamente de întreținere a piscinelor – dispozitive de curățare (roboti de curățare, aspiratoare subacvatice, plase, perii) și alte unelte necesare mentenanței piscinei;
- Substanțe pentru întreținerea și tratarea apei – soluții chimice (clor, brom, algecid, floculant, ajustori de pH) și sisteme de tratare a apei (cum ar fi sterilizatoare UV, sisteme de electroliză sare) pentru menținerea apei curate și sigure;
- Echipamente și materiale pentru construcția piscinelor – componente de construcție (cofraje din polistiren, folii liner, panouri, sisteme de filtrare, pompe, țevi și fitinguri) și materiale de finisaj (gresie antiderapantă, mozaic dedicat piscinelor, borduri pentru piscine);
- Saune, ciubere și jacuzzi – saune finlandeze și cu infraroșu (inclusiv generatoare de aburi și sobe de saună), ciubere (cazi tradiționale din lemn pentru baie fierbinte) și căzi cu hidromasaj (jacuzzi) pentru uz privat sau comercial.

De asemenea, La Tua Piscina distribuie produse de la branduri internaționale de top, precum Mountfield, Harvia, Astral Pool și Poseidon Spa, asigurând clienților acces la echipamente recunoscute pentru fiabilitate și performanță. Compania oferă consultanță personalizată prin echipa sa de specialiști experimentați, punând accent pe identificarea celor mai potrivite opțiuni pentru nevoile fiecărui client. Portofoliul său cuprinde echipamente și accesorii de ultimă generație, menite să îmbunătățească atât funcționalitatea, cât și confortul piscinelor, saunelor și jacuzzi-urilor.
Misiune și obiective
Misiunea La Tua Piscina este centrată pe promovarea calității și inovației în industria wellness. Pasiunea pentru calitate și excelență stă la baza filozofiei companiei, obiectivul declarat fiind oferirea de produse performante și soluții inovatoare pentru amenajarea completă a spațiilor de relaxare. Prin diversitatea gamei de produse și expertiza echipei, La Tua Piscina urmărește să faciliteze accesul la experiențe Spa & Wellness de calitate, adaptate cerințelor moderne. Totodată, compania își propune să devină cel mai mare distribuitor de materiale Spa & Wellness din România, consolidându-și poziția pe piață prin parteneriate strategice și extinderea permanentă a portofoliului.
1. ↑  „Magazin specializat in echipamente si accesorii piscine”. latuapiscina.ro. Accesat în 18 august 2025.